# Dinastia achemenide
La dinastia achemenide (in persiano antico 𐏃𐎧𐎠𐎶𐎴𐎡𐏁𐎡𐎹, Haxāmanišya; in persiano هخامنشی‎, Haxâmaneši; in greco antico: Ἀχαιμενίδαι?, Achaimenidai; in latino Achaemenides) è stata una casa reale di origine persiana, dominante nell'area iranica e in seguito creatrice di un vasto impero multietnico estendentesi su territori di Asia, Europa e Africa, dalla metà del VI secolo a.C. all'invasione macedone di Alessandro Magno nel 331 a.C., con l'assassinio di Dario III nel 330 a.C. L'usurpatore di Dario III, Besso, era un achemenide; prese il nome di Artaserse V.

## Etimologia
La forma latinizzata "Achaemenidae" deriva dalla versione greca del termine, ovvero "Achaimenidai", patronimico del nome proprio Achaiménēs (Lat. Achaemenes). La forma originale in antico persiano è invece "Haxāmanišiya", attestata anche nella lingua elamica come Ha-(ak-)ka-man-nu-(iš-)ši-ya, Ha-ak-ka-man-nu-u-šiya, Ha-ka-man-na-ša; in accadico A-ḫa-ma-ni(š)-ši-ʾ, A-ḫa-ma-ni-iš-ši-ʾ, A-ḫa-ma-an-ni-iš(niš)-ši-ʾ, A-ḫa-man-niš-ši-ʾ, A-ḫa-ma-man-ni-iš-ši-ʾ, A-ḫa-ma-nu-uš. Il nome proprio in antico persiano è Haxāmaniš, presente anche nella lingua elamica come Ha-ak-ka-man-nu-iš, nella accadica come A-ḫa-ma-ni-iš-ʾ, nella aramaica come ʾḥmnš. Esso designava il fondatore della dinastia. Haxāmaniš significa più probabilmente "caratterizzato dallo spirito di un credente" piuttosto che "colui che ha uno spirito amichevole", la tradizionale traduzione.
Gli Achemenidi ("discendenti di Achaemenes"/Achemene) sono così chiamati da questo personaggio, Haxāmaniš/Achaemenes, del quale non si conosce nulla. Sembra esserci una concordanza tra la tradizione iranica e quella greca di Erodoto; quest'ultimo descrive il fondatore leggendario della dinastia come figlio di Perseo. Sempre secondo Erodoto, gli Achemenidi erano un clan appartenente alla tribù dei Pasargadae, la più audace delle dieci tribù persiane. Parte di quella famiglia si era probabilmente stabilita presso l'area circostante il sito della città di Pasargadae, Persepoli (Takht-e Jamshīd), e Naqsh-e Rostam. 

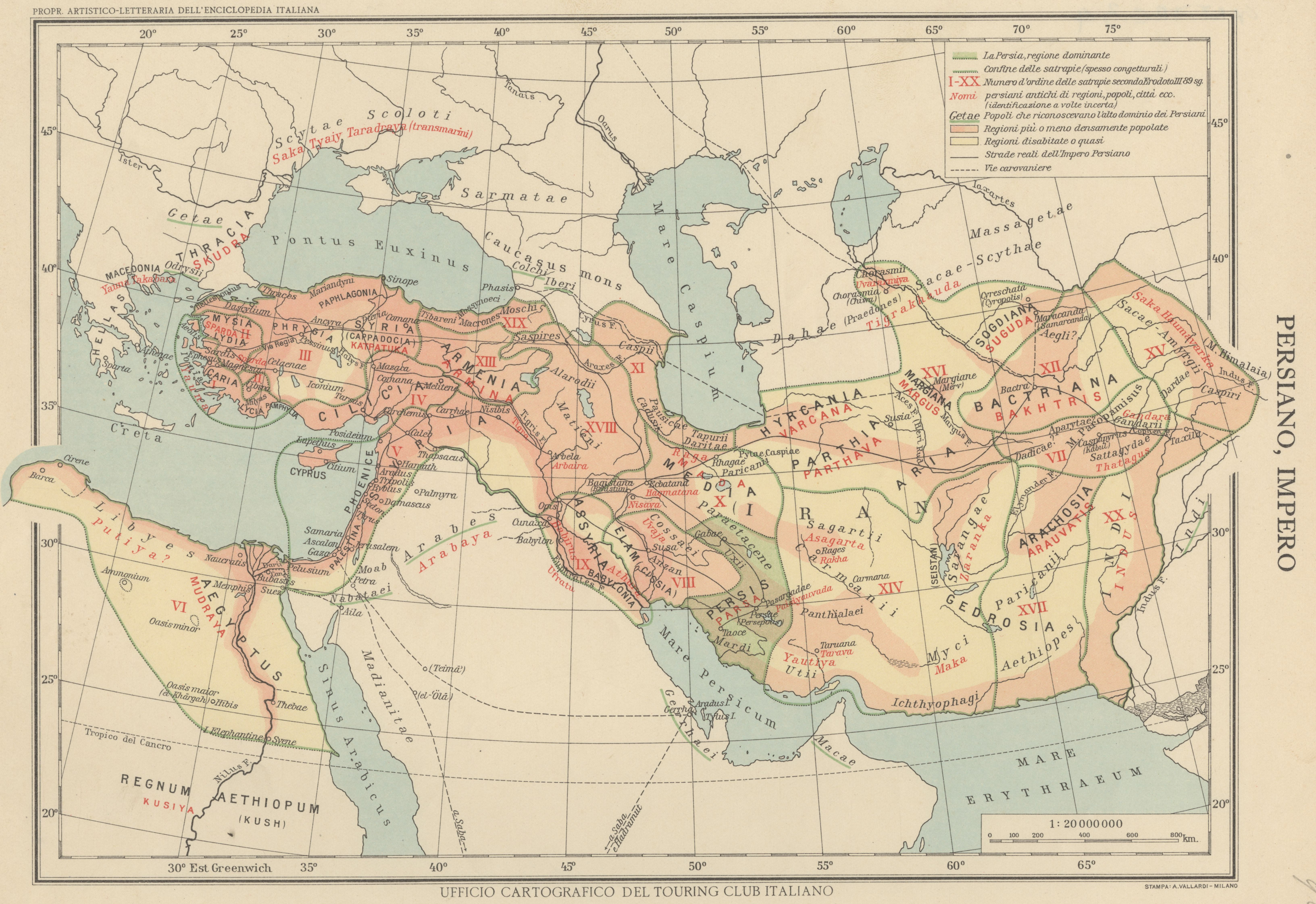
Mappa dell'impero persiano fra il 550 e il 331 a.C.

L'impero fondato da Ciro II incorporava l'Iran attuale, la Mesopotamia, il Vicino Oriente, l'Egitto, l'India nord-occidentale e parti dell'Asia centrale. Esso perdurò fino alla sua conquista da parte di Alessandro Magno.
 La storia della dinastia achemenide (che da Ciro in poi diviene anche la storia dell'Impero persiano), è particolarmente conosciuta - ma, inevitabilmente, alquanto distorta - attraverso i resoconti degli autori greci, in particolare Erodoto, Ctesia e Senofonte (autore dell'Anabasi e della Ciropedia); i disordinati accenni contenuti nell'Antico Testamento e le fonti iraniche, prevalentemente iscrizioni reali trilingui (Iscrizioni di Bisotun).

## Fonti della genealogia
La genealogia degli Achemenidi fino a Dario I e Serse è descritta da Dario stesso (DB I.4-6: Darius-Hystaspes-Arsames-Ariaramnes-Teispes-Achaemenes), e da Erodoto (Xerxes-Darius-Hystaspes-Arsames-Ariaramnes-Teispes-Cyrus-Cambyses-Teispes-Achaemenes),, e parzialmente da due importanti iscrizioni accadiche: il noto Cilindro di Ciro proveniente da Babilonia (539 a.C.: Cyrus-Cambyses-Cyrus-Teispes) e un frammento in forma di prisma del re assiro Assurbanipal (del 639 a.C.) che menziona Ciro I e consente di "sincronizzare" la storia persiana con quella assira. Da queste basi documentali è stato desunto l'albero genealogico della dinastia.
Notevoli informazioni sulla storia della famiglia sono rintracciabili in DB I.10f., laddove Dario afferma di essere il nono re (Hystaspes, padre di Dario, non viene mai menzionato con tale titolo) della dinastia. I vari resoconti si basano sull'assunto che Teispes, padre di Ciro I e l'omonimo padre di Ariaramnes, fossero la stessa persona. La genealogia fornita da Erodoto (che peraltro non sembra essere a conoscenza dell'esistenza dei due rami della famiglia) non si accorda con le fonti iraniche: ciò detto, è indiscutibile che Dario in persona costituisce una fonte più attendibile in questo ambito. In precedenza erano stati sollevati dubbi sui legami di Ciro con gli Achemenidi, vista la loro incompatibilità con quanto affermato da Erodoto. Tali questioni sono tuttavia state ampiamente chiarite da riscontri archeologici (v. ad es. le iscrizioni della tomba di Ciro a Pasargadae). Alberi genealogici ancora più dettagliati, relativi alla dinastia, sono stati tracciati da Cauer (1893, col. 200; Justi, Namenbuch, pp. 398f).